# Austrobdella coliumicus
Austrobdella coliumicus is een ringworm uit de familie van de Piscicolidae. De wetenschappelijke naam van de soort is voor het eerst geldig gepubliceerd in 2007 door Williams, Urrutia & Burreson.